# Protea foliosa
Protea foliosa är en tvåhjärtbladig växtart som beskrevs av Rourke. Protea foliosa ingår i släktet Protea och familjen Proteaceae. Inga underarter finns listade i Catalogue of Life.